# Mansuphantes simoni
Mansuphantes simoni es una especie de araña araneomorfa del género Mansuphantes, familia Linyphiidae, orden Araneae. La especie fue descrita científicamente por Kulczyński en 1894.

## Descripción
El cuerpo del macho mide 1,8-2,2 milímetros de longitud y la hembra 1,8-2,6 milímetros.

## Distribución
Se distribuye por Europa Oriental.